# فلاویو کانتو
فلاویو کانتو (پرتغالی: Flávio Canto؛ زادهٔ ۱۶ آوریل ۱۹۷۵) جودوکار اهل برزیل بود.
وی در مسابقات کشوری و بین‌المللی در مجموع برندهٔ ۳ مدال طلا، ۱ مدال نقره، ۲ مدال برنز شده‌است.